# Hermònim
Jordi Hermònim (Georgious Hermonymus, Γεώργιος Ἑρμώνυμος) fou un erudit romà d'Orient que va contribuir de manera important al renaixement del coneixement grec a Itàlia al segle xv. Va emigrar a Itàlia després de la conquesta de Constantinoble pels otomans el 1453. (Fabricius, Bibl. Graec. vol. 11. p. 635.)

## Biografia
Tot i que se'l vincula a la ciutat d'Esparta, aquesta ciutat ja no existia al segle xv, per la qual cosa probablement es referia a Mistràs, la segona ciutat més gran de l'Imperi Romà d'Orient de l'època en ràpida decadència. Mistra es trobava als turons que dominaven les antigues ruïnes d'Esparta, va ser el centre d'un gran renaixement de la literatura grega de l'època i també la llar de Jordi Gemist Pletó.
Hermònim va anar primer a Milà on va treballar com a copista i després a París, ja que en aquella època hi havia una gran necessitat de professors i traductors de grec. Hermònim va arribar a París el 1476, i va treballar com a copista a la cort francesa.
Més tard, com a conferenciant a la Sorbona va aprofitar la gran col·lecció de llibres grecs antics de les biblioteques de París per iniciar les seves activitats erudites. Es va fer famós com a professor de grec i entre els seus alumnes hi havia Erasme, Budaeus, Reuchlin i Jacques Lefèvre d'Étaples.
Hermònim també va participar en la diplomàcia. El 1475 va ser enviat al Regne d'Anglaterra pel papa Sixt IV, per tal de pressionar perquè Eduard IV d'Anglaterra l'alliberés George Neville de la presó.